# 消費税法
日本の一般政府歳入（%, 2019年）
消費税法（しょうひぜいほう、昭和63年12月30日法律第108号）は、消費税（付加価値税、VAT）に関する日本の法律である。
事業者が内国事業内で行った資産の譲渡等に対する租税について定められている。消費税は目的税ではなく普通税として取り扱われる。
消費税の収入については、地方交付税法（昭和25年法律第211号）に定めるところによるほか、毎年度、制度として確立された年金、医療および介護の社会保障給付並びに少子化に対処するための施策に要する経費に充てるものとすると定められている（第1条2項）。
さらに三党合意による社会保障制度改革推進法においても、国民が広く受益する社会保障に係る費用をあらゆる世代が広く公平に分かち合う観点等から、社会保障給付に要する費用に係る国および地方公共団体の負担の主要な財源には、消費税および地方消費税の収入を充てるものとすることと定められている（第2条4項）。

## 所管官庁
- 財務省主税局税制第二課 - 制度の企画立案を担当
- 国税庁課税部課税総括課消費税室 - 徴税実務を担当

総務省自治財政局交付税課、厚生労働省老健局および年金局、こども家庭庁成育局など他省庁と連携して執行にあたる。

## 制度

### 基本的な仕組み
製造業者及び卸売業者並びに小売業者と資産等が多段階に轉輾するに伴い、発生した附加価値に対して課すべき租税であり、納税義務者である事業者は取引対価に係る消費税額から仕入原価に係る消費税額(前段階税額)を控除した額を納税する。具体的な計算式は下記のとおりである。
課税売上高×消費税率（仮受消費税）－課税仕入高×消費税率（仮払消費税）
売上にかかる消費税額より仕入・経費にかかる消費税額が大きい場合(多額の設備投資、輸出免税の特例など)、控除しきれなかった額は事業者に還付される。この仕入税額控除については、ヨーロッパ諸国のようなインボイス方式ではなく、仕入にかかる帳簿および請求書等の保存を要件とする「請求書等保存方式」（区分記載請求書等保存方式）を採用していたが、2023年(令和5年)10月1日から日本型インボイス制度(適格請求書等保存方式)が施行された。

### 税率
消費税は消費税法に規定する国税であるが、地方消費税は地方税法に規定する地方税である。実務上合わせて「消費税等」と称されている。
| 適用期間                    | 消費税率（国税）               | 地方消費税率                   | 合計                       |
| --------------------------- | ------------------------------ | ------------------------------ | -------------------------- |
| 1989年4月1日〜1992年3月31日 | 本則税率：3% 附則税率：6%      | 0%                             | 3%                         |
| 1992年4月1日～1994年3月31日 | 本則税率：3% 附則税率：4.5%    | 0%                             | 3%                         |
| 1994年4月1日〜1997年3月31日 | 3%                             | 0%                             | 3%                         |
| 1997年4月1日〜2014年3月31日 | 4%                             | 1%                             | 5%                         |
| 2014年4月1日〜2019年9月30日 | 6.3%                           | 1.7%                           | 8%                         |
| 2019年10月1日〜             | 標準税率：7.8% 軽減税率：6.24% | 標準税率：2.2% 軽減税率：1.76% | 標準税率：10% 軽減税率：8% |

### 課税の対象
全ての取引は、課税取引(第4条)、非課税取引(第6条)及び不課税取引に分類されるが、消費税の計算は課否判定の精度が重要になる。
- 課税取引は、国内において事業者が行った資産の譲渡等及び特定仕入並びに外国貨物の保税地域からの引取り(消費地課税主義)である。うち国内取引（特定仕入を除く）については、次の要件を全て満たすものが課税取引となる[8]。
  - 国内において行う取引であること
  - 事業者が事業として行う取引であること
  - 対価を得て行う取引であること
  - 資産の譲渡または貸付けもしくは役務の提供であること

- 例外として、個人事業者の自家消費又は法人役員への贈与（著しい低廉譲渡(時価の1/2未満程度）を含む）は時価を対価の額とみなして課税売上に算入される[9]。

- 特定仕入は、基本的に、国外事業者が行う国内事業者向け電気通信利用役務の提供と国外事業者が国内で行う芸能・スポーツ等の役務の提供を受ける事業者に対し課される（リバースチャージ方式）[10]。

- 不課税取引は、代表的なものとして、給与の支払い、家財・什器若しくはその他個人資産の譲渡等(所得税法第9条(非課税所得)に該当しないものを含む。)、又は金融商品から派生する対価性のない収益(デリバティブ取引参照)である。

- 免税取引（輸出免税取引）(第7条)は、輸出として行われる資産の譲渡など外国で消費されるものに係る取引をいい、保税地域における消費を含む。あくまで課税取引(事業者が国内において事業として行う課税資産の譲渡等)の一部であり、その対価は課税売上高に算入しなければならない。これは、資産の移転先が法施行地外であることから、内国税の課税権に関する属地主義の尊重及び租税条約による主権国家間の個別具体の課税権分配及び二重課税の防止といった観点で課税を免除しているのであって、適格な事業者のみに付与された租税法上の特典であるからである。また、内国消費税の国外消費者への実質的な転嫁を防止する国境税調整の観点から、仕入税額控除が認められている。

- 非課税取引(第6条)は、別表第１に掲げるものに限られ(制限列挙方式)、社会政策上の理由により設定されている。非課税取引は税負担の累積が生じないことから、仕入税額控除が認められない。なお、別表第１の内容から見られるように、行政活動又はそれに類する公益事業に該当するからといって、当然に非課税取引にならない。国又は地方公共団体の直接の事業から得られる歳入金、あるいは公営企業若しくは行政法人又は特殊法人並びに指定管理者等が事業対価として徴する料金若しくは事業継続のための国庫補助金受贈益は課税売上高として計上する必要がある(特定収入)。つまり、国又は地方公共団体も課税主体でありながら、消費税の課税事業者である。これは所得課税において、国又は地方公共団体が課税主体でありながら、源泉徴収義務者であることと類似している。

### 納税義務者
- 国内取引：事業者（法人および個人事業者）
- 輸入取引：外国貨物を保税地域から引き取る者（事業者か否かを問わない）

### 申告と納税
- 国内取引
  - 確定申告[11]
    - 個人事業者：課税期間の属する暦年の終了の日、すなわち、12月31日の翌日から２月以内に消費税の確定申告書を提出して納付する。しかし、個人事業者の経理負担の軽減のため、租税特別措置法により、本来の法定申告期限である２月28日(閏年であれば、２月29日)から１月延長されている。ただし、消費税の納付税額を確定しなければ、不動産所得、事業所得、雑所得又は山林所得の申告額にも影響し、たとえ後発的事由として確定した消費税額を必要経費に加算して、所得税の更正の請求ができるとはいえ、制度を濫用するため、故意に消費税の税額確定を遅らせ、経理を仮装隠ぺいすることを容易ならしめる運用を継続することが正しいかは議論の余地がある。
    - 法人事業者：課税期間の属する事業年度の終了の日、すなわち、定款に定める決算日の翌日から２月以内に、消費税の確定申告書を提出して納付する。所得の早期確定の要請及び経理負担の軽減措置は個人も法人も平等にあって然るべきところ、法人事業者については、特別措置に基づく期限延長が設けられていないため、立法趣旨にそごが発生していると言わざるを得ない。個別事情による法定納期限の延長措置が認められるとはいえ、このような租税行政上の矛盾点を維持することは、課税手続の公平性及び合理性を疑わしくしかねない。

- - 中間申告
    - 消費税の間接税的側面、すなわち対価の税込経理における預り金としての側面を捉え、これを預かってから納税するまでの運用益が、事業者に留まることに対する批判から前課税期間の消費税の年税額により、中間申告と確定申告を合わせて年1・2・4・12回申告・納税をする[12]。なお基準に達しない場合でも申請により年1回の中間申告（中間申告と確定申告を合わせて年2回申告・納税）ができる[13]。これは主として、輸出等で消費税が還付になる場合に早く還付を受けるために利用されている。
- 輸入取引
  - 輸入申告に併せて消費税の申告を税関に行う。

### 特例措置
事業者免税点制度
当期が消費税の課税事業者であるかどうかは、課税事業者を選択した場合を除き、前々期（基準期間）の課税売上高が1,000万円超であるか、前期上半期（特定期間）の課税売上高や給与等支払額が1,000万円超であるかどうかによる（多数の例外ルールあり）。この免税点の上限は、平成15年度の税制改正前は3,000万円とされていたが、課税ベース拡大といわゆる益税（消費者の払った税金が事業者の手元にのこってしまうこと）解消のため引き下げられた。
簡易課税制度
消費税におけるいわゆる原則課税は、売上に係る消費税額と仕入に係る消費税額の差額を納税する仕組みとなっているが、基準期間の課税売上高が5,000万円以下であり予め簡易課税の届出書を提出している課税事業者は、その業種に応じて、売上の何パーセントが仕入れであるかという法定の「みなし仕入率」を適用して仕入れに係る税額を計算する制度。この制度についても益税解消などの観点から、上限が2億円から引き下げられた。
　　売上×消費税率－（売上×消費税率）×みなし仕入率
| 事業区分   | みなし仕入率 | 該当する事業 |
| ---------- | ------------ | --- |
| 第一種事業 | 90%          | 卸売業（他の者から購入した商品をその性質、形状を変更しないで他の事業者に対して販売する事業） |
| 第二種事業 | 80%          | 第一種事業以外の小売業（他の者から購入した商品をその性質、形状を変更しないで販売する事業） |
| 第三種事業 | 70%          | 下記のどれかに該当する事業。 - 農業（2019年10月以後の食用農林水産物は第二種事業） - 林業（同上） - 漁業（同上） - 鉱業 - 建設業 - 製造業（製造小売業を含む） - 電気業 - ガス業 - 熱供給業 - 水道業 ただし、以下の事業は除く。 - 第一種事業 - 第二種事業 - 加工賃その他これに類する料金を対価とする役務の提供 |
| 第四種事業 | 60%          | この表の他に該当する物が無い事業。具体的には下記2事業。 - 飲食店業 - 加工賃その他これに類する料金を対価とする役務の提供を行う事業 |
| 第五種事業 | 50%          | 下記のどれかに該当する事業。 - 運輸通信業 - 金融・保険業 - サービス業（飲食店業に該当する事業を除く） ただし、第一種事業から第三種事業までの事業に該当する事業を除く。 |
| 第六種事業 | 40%          | 不動産業 |
限界控除制度
課税売上高が当時の免税点の3,000万円を超えてはいるが6,000万円未満（2001年からは5,000万円未満）である中小事業者については、税額が0から一挙に3%に増加することを防ぐためのいわば激変緩和措置として、税額から所定の限界控除税額をマイナスするという制度。しかし、益税を招くことから1997年度に廃止された。

## 軽減税率
2019年（令和元年）10月1日以後は複数税率となった。軽減税率（8%）は、基本として「人の飲食料品の譲渡、定期購読新聞」に対して適用される。
| 対象品目 | 定義 |
| -------- | --- |
| 飲食料品 | 食品表示法に規定する食品 -酒類 +一定の一体資産 -外食（範囲は非常に複雑） +テイクアウト・宅配等 -ケータリング等 +有料老人ホーム等で行う飲食料品の提供 |
| 新聞     | 一定の題号を用い、政治、経済、社会、文化等に関する一般社会的事実を掲載する週2回以上発行されるもので、定期購読契約に基づくもの                        |

軽減税率が適用される実例を以下に列挙する。
- 軽減税率適用（消費税8%）の例
  - 食品表示法に規定する人間のための飲食料品[注釈 2][注釈 3]で、持ち帰り・テイクアウト・宅配のもの
    - 持ち帰りする弁当
    - 酒税法に規定する酒類以外の飲料、野菜、精米、魚、肉ほか
      - ウイスキーボンボンやコーレーグースなど[注釈 4]
      - ワインや料理酒[注釈 5]は非適用（10%）

    - アルコール度数1%未満のみりん風調味料
    - ノンアルコール飲料
    - 氷（飲食用）、岩塩（飲食用）、ペットボトルの飲料水（水道水を除く[注釈 6]）
    - 飲食料品用の添加物（食品衛生法に規定する食品添加物、重曹[注釈 7]など）
    - 健康食品（特定保健用食品を含む）、清涼飲料水たるエナジードリンク類（医薬部外品等でないもの）
    - 菓子用のかぼちゃ等の種子、食用の籾
    - すっぽん、ウミヘビ、その他の魚介類や水産動物（生体を含む）
    - 人の食用として提供される金魚
    - 人 の食用のアロマ

  - 軽減税率対象飲食料品等の通信販売における送料込みで設定された送料
  - 飲食料品との一体商品であって、単一価格表示であり、次を満たすもの（一体資産）
    - 税抜販売価格が1万円以下であり、かつ、飲食料品等の部分の相当価額が全体の3分の2以上のもの

  - サービス料に飲食料品[注釈 3] の対価が含まれない場合（別算）における当該対価であって、持ち帰り等[注釈 8]のもの
    - 娯楽、宿泊その他の施設などでサービス料とは別算となる、持ち帰り等の飲食料品[注釈 3] の対価[注釈 9]
    - 観光農園や釣り堀などにおいてサービス料に飲食料品となる農水産物の取得対価を含まない（別算）場合であって、当該農水産物を持ち帰る場合における当該農水産物の対価[注釈 8][注釈 10]

  - 定期購読契約の新聞[注釈 11]
- 軽減税率非適用（消費税10%）の例
  - イートイン・店内飲食（幼稚園から高校[注釈 12]までの給食[注釈 13]、老人ホーム等[注釈 14]における給食であって、1食640円（税抜）、1日1920円（税抜）を超えないものを除く[注釈 15][注釈 16][22]）
    - イートイン・店内飲食に供する飲食料品全般
    - 大学食堂、社員食堂
    - バーベキュー場における食材等
    - 食べ残しの持ち帰り（ドギーバッグ）

  - 出張料理・ケータリングなど役務提供を伴うもの
  - カタログギフトにおける飲食料品たる贈答品
  - 人間のためではない、または食品表示法に規定されない飲食物品全般
    - ペットフード、飼料その他
    - サザムシ、イナゴなどの昆虫
    - 生体家畜[注釈 17]
    - 菓子用ではないヒマワリ等の種子、種子用の籾
    - 薬用または観賞用の金魚
    - 工業用のアロマ
    - その他のペット全般

  - 氷（飲食用ではない保冷用）、工業塩、水道水[注釈 6]
  - 掃除用品、薬品として提供される重曹
  - 医薬品、医薬部外品、再生医療等製品
    - 市販薬（一般用医薬品）
    - 医薬部外品たる栄養ドリンク類を含む

  - 酒類全般（ノンアルコールを除く）
    - ワイン、料理酒[注釈 5] を含む。
    - アルコール度数1%以上の本みりん

  - 飲食料品等を含む物品の通信販売における送料別途で設定された送料
  - 飲食料品等との一体商品であり、次に該当するもの
    - 価格表示が部分ごとに複数あるもの
    - 税抜販売価格が1万円以下であり、または、飲食料品等の部分の相当価額が全体の3分の2未満のもの

  - 要件を満たさない小売などにおける新聞[注釈 11]
  - サービス料に飲食料品の対価が含まれる場合
    - 娯楽、宿泊その他の施設などで、当該対価がサービス料に含まれる場合[注釈 9]
    - 観光農園や釣り堀などにおいてサービス料に飲食料品となる農水産物の取得対価が含まれる場合[注釈 8][注釈 10]

  - その他の物品・サービス全般（軽減税率8%となるものを除く）

### 持ち帰り、テイクアウトの要件
いったんイートイン・店内飲食等のため非適用（10%）で提供された飲食物の残りを持ち帰り（ドギーバッグ）した場合でも、税率に変更はない（10%）。
なお、イートイン・店内飲食中であっても、別途持ち帰り・テイクアウトとして注文した飲食物等は適用（8%）となる。

### 宅配、ケータリングの要件
基本的に「相手方が指定した場所において行う加熱、 調理又は給仕等の役務を伴う飲食料品の提供」は非適用（10%）となる（ただし、幼稚園から高校までの学校給食、老人ホームについては例外として適用（8%））。
宅配であっても、出張料理・ケータリングを行う場合は非適用（10%）。
出前や宅配などで飲食物等を渡すだけの場合は適用（8%）だが、個々の人物に配る場合は給仕役務の提供となり非適用（10%）である。
宅配したその場で味噌汁などを「取り分けて」渡す場合は役務の提供とはされず適用（8%）であるが、この場合も個々の人物に配ると給仕役務の提供となり非適用（10%）である。

### イートイン・店内飲食の要件
これらの要件は、その場所にテーブル、椅子、カウンターまたはこれらに類する設備があること。よって店内・区域内での立ち食い形態も含まれる。また、同一店舗内または同一区域内で客に飲食させるための場所があること。
バーベキュー場は、飲食の場所を提供しかつ飲食させる役務を提供しているため外食扱いであり、バーベキュー場内において食材等を提供する場合、食材等は非適用（10%）となる。
飲食店内や場内で缶飲料やペットボトル飲料を製品のまま提供し飲食させた場合でも非適用（10%）となる。
なお、客が持ち帰り・テイクアウトと申告とし、実際にはイートイン・店内飲食をした場合であっても、事後に税率を変更する必要はない。客が申告を偽った場合でも、申告後に考えが変わった場合でも、同様の扱いである。これを利用して、テイクアウトと偽り8%税率で商品を購入し、店舗内の飲食スペースで店内飲食を行う"イートイン脱税"が消費者側で横行し問題化しているとの指摘も一部であるが、2019年12月時点において大きな問題とはなっていない。法令では、申告時に決定することとなっており、法的な「脱税」は成立しない。
コンビニの場合、購入する時にイートインスペースを利用するつもりで購入したなら、軽減税率の適用はできず、軽減税率で購入したならば不正である。購入する時にイートインスペースを利用するつもりがなければ、軽減税率で購入した後に、気が変わってイートインスペースを利用しても問題はない。この意思確認は、全ての客に店内飲食か持ち帰りかを質問することが必要ではなく、「イートインスペースを利用する場合はお申し出下さい」等の掲示をして意思確認を行うことで差し支えないとされている。
フランス、スペイン、ドイツ、中華人民共和国などでは、ファースト・フードの「テイク・アウト」と「イート・イン」は税率が異なるが、店舗が本体価格を値引きし「税込で同額」となっている。日本では、ケンタッキー・フライド・チキン、日本マクドナルド、すき家、松屋、バーガーキング、サボテンがこの方式を採用している。

#### 境界事例
国税庁「消費税の軽減税率制度に関する取扱通達の制定について」によると、以下の場合について例示している。
- 適用（8%）
  - 映画館、野球場等の施設内において、売店、移動ワゴンや移動販売（以下売店等）により飲食料品[注釈 3] を提供し、かつ、客が映写室座席や観客席など（売店等の設備として設置されたテーブルや椅子等のある場所以外の場所）で飲食する場合[注釈 20]
  - 旅客列車や船舶内において、売店などにより飲食料品[注釈 3] を提供し、かつ、客が本来の座席など（食堂施設等として区画された場所以外の場所）で飲食する場合[注釈 20]
  - 自動販売機による飲食料品[注釈 3] の提供
- 非適用（10%）
  - カラオケボックスの施設内で客にさせる飲食
  - ホテル等宿泊施設等で、レストラン、宴会場、客室などで客に飲食させる場合
  - 映画館、野球場等の施設内において売店等として飲食料品を提供し、かつ、売店等の設備として設置されたテーブルや椅子等のある場所で飲食させる場合
  - 旅客列車や船舶内において、客に食堂施設等として区画された場所で飲食させる場合

### 一体資産（一体商品）の要件
複数商品のセット販売（セット価格の設定、まとめ買い価格の設定）は一体資産には該当しない。また、購入者が商品を自由に選択できるセット販売（前に同じ）も一体資産には該当しない。ただし、例として高級果実を包装するための高価な容器（桐の箱など）を使用する場合、当該容器に果実の商品名を印刷するなど、当該容器を当該果実の包装のために使用している事が明らかであるような場合には、一体資産ではなく単一の果実として扱う。

### その他
販売奨励金の元となる取引が「軽減税率対象飲食料品等（前掲）の譲渡」であれば、販売奨励金に対しても軽減税率（8%）が適用される。

## 非課税取引・免税取引・不課税取引
消費税が課されない取引は以下に分類される。 
- 非課税取引
- 免税取引
- 不課税取引

### 非課税取引
課税対象にすることに馴染まないものや、社会政策的な配慮から、以下の取引については非課税となっている（消費税法6条・別表1）。
- 土地（借地権等を含む）の譲渡・貸付
  - 1か月未満の貸付け、建物や駐車場など施設の利用に付随して土地が使用される場合は課税対象。
- 有価証券等の譲渡（ゴルフ会員権等の譲渡を除く）
- 支払手段（紙幣、硬貨、小切手、約束手形等）の譲渡（収集品を除く）

2017年7月以後の仮想通貨の譲渡を含む。
- 預貯金の利子、保険料を対価とする役務の提供等

貸付金の利子、信用保証料、生命保険・損害保険・自動車保険などを含む。
- 郵便局の郵便切手類の譲渡、印紙の売捌所における印紙の譲渡、地方公共団体などが行う証紙の譲渡

金券ショップなど、正規の販売所以外で行われる取引では課税。
- 商品券、プリペイドカードなどの物品切手等の譲渡
- 国等が行う一定の事務に係る役務の提供

登記、登録、特許、免許、許可、検査、検定、試験、証明、公文書の交付など。
粗大ごみの処理券（手数料込みの指定ごみ袋を含む）は「物品切手」として非課税であるが、国税庁ではごみ処理という役務の提供に対しては自治体といえども課税されるとしている。
- 外国為替業務に係る役務の提供

トラベラーズ・チェック、国際送金サービス。
- 社会保険医療の給付等[注釈 21]

美容整形、病院の差額ベッド代、一般用医薬品は課税取引。
病院や診療所や調剤薬局のCTスキャンや注射器や容器や内視鏡やベッドや医薬品などの仕入れ、保険外診療（いわゆる自由診療）や診断書や人間ドックも課税対象。
- 介護保険サービスの提供

介護保険法に基づく保険給付の対象となる居宅サービス、施設サービスなど。
- 社会福祉事業等によるサービスの提供

社会福祉法に規定する第一種社会福祉事業、第二種社会福祉事業、更生保護事業法に規定する更生保護事業などの社会福祉事業等によるサービスの提供。
- 助産（出産）サービス
- 火葬料、埋葬料
- 一定の身体障害者用物品の譲渡や貸付け

義肢、盲人安全つえ（白杖）、義眼、点字器、人工喉頭、車椅子、福祉改造車両（レンタカーも対象）などの障害者用物品。
杖は課税対象。
- 学校教育に要する費用（修業年限1年以上の学校における授業料、学校施設利用料、入学金等）
- 教科用図書の譲渡

検定を受けていない教科書や、通常の書店で販売されている参考書や書籍は課税対象となる。
- 住宅の貸付け

事務所や店舗として利用する場合、工場や倉庫、駐車場の賃料、ホテルや旅館の宿泊料、1か月未満の貸付け（ウィークリーマンション）等は課税対象となる。

### 免税取引
非課税取引の他に、内国消費税である消費税は外国で消費されるものには課税しないという考えに基づき、下記を免税取引としている（非課税物品、不課税物品の輸出においては、消費税法第7条により、免税売上とみなされる）。
- 商品の輸出や国際輸送
- 海外にある事業者に対するサービスの提供など、いわゆる輸出類似取引
- 国際電話、国際郵便
- 外国人旅行者等が国外へ持ち帰る目的で、輸出物品販売場（免税店）で購入する一定の物品

### 不課税取引
国内において事業者が事業として対価を得て行う資産の譲渡や貸付け、役務の提供が課税の対象であるので、そうではない取引は、不課税取引として課税対象外となる。
- 給与・賃金
- 寄付金、祝金、見舞金、補助金等
- 無料の試供品や見本品の提供
- 保険金や共済金
- 株式の配当金やその他の出資分配金
- 資産について廃棄をしたり、盗難や滅失があった場合
- 心身又は資産について加えられた損害の発生に伴い受ける損害賠償金
- 電波利用料（NHK受信料は課税対象）

## 請求書方式
請求書等保存方式の概要
請求書等保存方式とは「帳簿の保存に加え、取引の相手方（第三者）が発行した請求書等という客観的な証拠書類の保存を仕入税額控除の要件とする方式」である。
請求書等保存方式の導入経緯
消費税は、生産から最終消費に至るまでの各取引段階で課税されることから、税の累積を排除する、いわゆる前段階税額控除方式が採用されている。累積排除の方法としては、日本の取引慣行や納税義務者の事務負担に配慮するといった観点から、インボイス方式ではなく、原則として帳簿上の記録等に基づいて控除する「帳簿方式」が採用された。
1994年の税制改正において、「帳簿方式は実態として十分に機能しているが、納税者自身が作成した帳簿を要件にして税額控除ができるというのは消費税制度に対する信頼性の点で疑問であるとの国民の声が大きい」との指摘があり、仕入税額控除の方法について議論が行われた。
仕入税額控除の方式として、下記3方法についての検討が行われている。
- A方式：登録制度を前提とする書類方式（欧州型インボイス方式）
- B方式：登録制度を前提としないが、課税事業者のみに限定した書類形式
- C方式：請求書等保存方式

A方式又はB方式を導入した場合、事業者に取引証憑において税額表示を義務付けることになり、それをもって前段階税額控除を認容するEU型附加価値税により漸近することになるが、事業者の登録制度が我が国では受け入れられにくいと考えられること、中小事業者への特例縮小が進む中で、軽減税率の不採用(当時)及び非課税品目の適用が極めて限定的であるわが国の消費税では、こうした方式のメリットは限られることなどの理由から導入が却下された。
結果として、残るC方式が無難であるということで採用された。
区分記載請求書等保存方式
2019年10月以後2023年9月迄の4年間は、複数税率化に伴い、区分記載請求書等保存方式が導入される。10%の取引と8%の取引は区分経理することが必要となり、軽減対象資産の譲渡等に係るものはそれ以外のものと区分し明確に帳簿及び請求書等に記載しなければならない。
適格請求書等保存方式
2023年10月以後は、複数税率に対応した仕入税額控除の方式として、適格請求書等保存方式が導入される。仕入税額控除の要件として、従来の帳簿及び適格請求書発行事業者が交付する適格請求書（インボイス）等の保存が必要となる。インボイス制度下消費税の納税義務者は、適格請求書発行事業者である課税事業者、登録申請をしていない課税事業者、免税事業者に分類される。

## 総額表示化
2004年4月1日より、値札や広告で消費税額を含めた総額表示（税込表示、内税）を行うことが義務づけられた（ただし、書籍・不定期刊行雑誌〔コミック・ムック等〕については従来通りのままで免除）。また、2007年4月1日から始まる課税期間からは、企業内部の帳簿においても総額表示が義務付けられている。2013年には増税に伴う経過措置として「消費税の円滑かつ適正な転嫁の確保のための消費税の転嫁を阻害する行為の是正等に関する特別措置法」（通称・消費税転嫁対策特別措置法）が施行された。これにより、2013年10月1日から2021年3月31日までの間、消費税額を含めた総額表示は「義務」か「任意」へ緩和されたことで、大部分の事業者や小売店が従来通りの「税抜（税別）価格」の表示へと一時的に逆戻りすることになった。
2019年10月に予定していた2度の増税が完了し、消費税転嫁対策特別措置法は2021年3月31日をもって失効した。これにより、2021年4月1日以降は再び総額表示が義務となった。また、書籍等に対する特例も廃止された。

### 総額表示への移行に際して
総額表示が義務化される以前は、一部の商品や小売店を除き、商品価格は税抜価格で表示され、支払い時に消費税分の5%を加算する方法が主流であったため、消費者はいちいち個別に税込価格に変換する作業を強いられるうえ、この際に1円未満の端数が発生することもある。総額表示化の義務化される以前、1円未満の端数は切り捨てされることが多かったが、まとめ買いするとその分も加算して計算されることになっていた（例:10円（税別）の商品ひとつは端数分を切り捨てると10.50円→10円だが、それを10個購入すると、105.00円→105円となる）。そのため、総額表示に移行するときにこれまでどおり端数切り捨てを行う店舗が多く、端数分の表記をめぐって混乱が起きた。
総額表示への対応方法としては、大きく
- 従来同様、税抜価格合計に、支払い時に5%を加算。
- 完全に内税へ移行。

の2つに分かれ、売り場での個々の商品価格の表示方法は
- 端数分を切り上げて表示し、レジにて加算分を値引く（10円の商品は"11円"と表示、レジにて10円に値引き）。従来どおりの税抜価格合計に、支払い時に5%を加算し、1円未満の端数は切り捨てる方式。税抜（本体）価格が併記してあることもある。
- 端数分を切り捨てて表示し、差分は店舗側が負担する（10円の商品は"10円"と表示、それを2個以上買った場合でも1個あたり10円）。内税へ移行する際に行われた。
- 端数分は四捨五入、差分はほぼ相殺される（10円の商品は10.50円→"11円"と表示、87円の商品は91.35円→"91円"と表示）。内税へ移行する際に行われた。
- 端数分を切り捨てて表示し、レジにて差分を加算する（10円の商品は"10円"と表示、それを2個買った場合は1円を加算）。
- 端数を小数点以下2桁で表示、差分は小数点以下なので切り捨て（10円の商品は"10.50円"と表示、87円の商品は"91.35円"と表示）。

というパターンに分化された。
国が端数の処理方法を法令で明文化しなかったため、このように各店舗で端数の処理が統一されず、消費者の混乱を招く結果となったが、実際には、上記の商品価格の表示方法の上位3方法が多く行われている。
国税庁は『支払総額である「**,***円」さえ表示されていればよく、「消費税額」や「税抜価格」が表示されていても構わない』としているが、パソコン・家電製品などの販売店や、スーパーマーケット・ディスカウントストアでは、総額表示義務付け以降でも、税抜価格（本体価格）を意図的に大きく表示し、税込価格が目立たないよう小さく表示する（税込価格の併記すらしない）ケースもある。
表示方法について消費税法上の罰則はないが、違反事例が認められる場合には消費者保護の観点から行政指導を行う可能性があるほか、不当景品類及び不当表示防止法（景品表示法）の優良誤認に該当する可能性があるとしている。

### 総額表示に対する批判
令和3年度から適用されている「収益認識に関する会計基準」(平成30年企業会計基準第29号)に基づけば、取引価格とは、財又はサービスの顧客への移転と交換に企業が権利をうると見込む対価の額(ただし、第三者のために回収する額を除く。)をいう(同基準第47項参照)のであって、売上に係る消費税等は、第三者に支払うために顧客から回収する金額に該当することから、取引価格には含まれないことになる。他の個別消費税(酒税、たばこ税、揮発油税、石油石炭税及びその他間接国税)や目的税(主に地方税)のように国庫に納付したのちは、生産者から消費者までに流通する過程で埋没費用と化し、事業者が投下資本を回収するために最終消費者に転嫁するほかないものであればともかく、消費税は事業者間での取引において発生する価値の差益に課税する附加価値税であることを踏まえれば、納税義務のない最終消費者に実質負担が後転すると考えることが誤りであり、税抜経理がなおさら妥当な処理であるといえる。それに対し、税込方式の総額表示を認める場合、取引価格及び附加価値税の定義に対する矛盾が生じる上に、消費税があたかも預り金であるという印象を持たせ、事業者が消費税を滞納した場合に益税を受けているという誤解を招きかねない。

## 歴史
日本では、1989年4月1日に、既存のいわゆる贅沢品に対して個別に課税する物品税を廃止し、これに代わって消費税法（昭和63年12月30日法律第108号）により一般消費税が導入され、土地や住宅家賃などの非課税資産やサービスを除き、幅広い資産の譲渡又は役務の提供が課税対象となっている。
竹下登政権時である、1989年の導入当初の消費税の税率は3%であったが、1997年の橋本龍太郎政権時に、5%に引き上げられた。
また、消費税率の引き上げに併せて地方消費税（消費税収入の25%）が導入され、（国税の）消費税分の4%に地方消費税分である1%（0.04×0.25=0.01）を合計して「消費税等」の税率が5%となった。この「消費税等」とは、税法上、（国税の）消費税と地方消費税の総称である。消費税導入の審議において、参議院では、野党が審議を阻止する為、牛歩戦術を取った。また消費税が導入される前日には、消費者による駆け込み需要がおきた。
1989年、参議院で野党が過半数となった時、12月11日に消費税廃止法案が参議院で可決されている（衆議院では廃案）。

### 導入までの経緯
- 1969年（昭和44年）12月21日 - 日本社会党と日本共産党、左派団体の支援を受けて東京都知事に当選した美濃部亮吉が、高齢者の医療費負担の全額無償化を行う。これ以降、老人医療費無償を求める運動が起きて、左派組織の支援を受けた候補が次々当選し、各地で躍進する[37][38][39][40][41][42]。
- 1973年（昭和48年）
  - 1月1日 - 第33回衆議院議員総選挙での敗北と左派政党の増進への危機感から、財源と財政から継続不可と反対のあった中、内閣総理大臣田中角栄の主導で、5割負担だった70歳以上の老人医療費の無料化が実施された。高齢者の無償のための医療費負担は、国が3分の2で地方自治体が3分の1を負担することになった[38][39][40][41]。
  - 7月 - 東京都知事美濃部亮吉は、国の無償制度の対象外だった、都内の65歳以上70歳未満の医療費も無料化する「マル福」制度を開始する。さらに、東京都交通局が運営する老人運賃を、東京都シルバーパスの無料配布というバラマキ政策や、多額の収入を得ていた公営競技である後楽園競輪場を1972年10月26日から廃止していた上に、東京都は増税せずに無料化するポピュリズム政策の連発で、東京都の財政は赤字に陥る[38][39][40][41]。
- 1974年（昭和49年） - 前年10月の第1次石油危機で高度経済成長が終了して、日本は戦後初のマイナス成長と増税なしの高齢者医療費無償という過剰な高福祉の社会保障支出で、大幅な歳入不足の財政赤字になって以降から、赤字国債を発行することになる[38][39][40][41][43]。
- 1975年（昭和50年）12月 - 歳入不足のため、補正予算にて財政法で禁じている赤字国債を2兆3000億円分発行する。のちに内閣総理大臣となる大蔵大臣大平正芳は「子孫に赤字国債のツケを回すようなことがあってはならない」と決意する。首相就任後は何度も消費税の導入を図るが、1980年に選挙運動中に死亡する。以降も消費税を訴える度に、反対する野党に自民党は敗北したため、1989年まで導入されずに増大する高齢者への社会保障支出のためにその後の日本の国債依存財政が始まる[39][41][43][44]。
- 1979年（昭和54年） - 第35回総選挙において大平正芳が一般消費税（税率5%）の導入を打ち出すが、自民党が過半数割れに追い込まれる大敗を喫する[43]。
- 1984年（昭和59年）2月23日 - 中曽根康弘が、自身の内閣においては大型間接税の導入は避けたいと参議院予算委員会で答弁[45]。
- 1985年（昭和60年）1月31日 - 中曽根は国会答弁で網羅的な多段階課税の導入は否定したが、大型間接税の導入は否定せず[45]。
- 1986年（昭和61年）6月 - 第38回総選挙・第14回参院選の同日選に向け、中曽根は「大型間接税と称するものはやるつもりはない」と言明[45]。
- 1987年（昭和62年） - 中曽根は「大型間接税」ほどの包括性をもたない「新型間接税」であるとして売上税法案（税率5%）を国会提出。しかし、かねてより小売業界が強く反対しており、自民党内でも異論がくすぶっていた上、第11回統一地方選挙で自民党が敗北したため、廃案で与野党合意[45]。

### 導入後
- 1988年（昭和63年）12月24日 - 導入論議から約20年後の竹下内閣時に消費税法が成立。12月30日、公布[46]。
- 1989年（平成元年）
  - 4月1日 - 消費税法施行 税率3%。砂糖消費税、物品税、トランプ類税、入場税、通行税を廃止。
  - 12月 - 参議院が消費税廃止法案を可決。その後、衆議院審議未了により廃案。
- 1994年（平成6年）
  - 2月3日 - 細川内閣にて細川護煕が、消費税を廃止し税率7%の目的税「国民福祉税」を導入する構想を、未明に記者会見で発表するものの、担当となる閣僚を含めた政権要人からも反対論が上がり、即日白紙撤回。
  - 11月25日-  村山内閣で3年後の1997年に消費税等の増税（3%から5%に増税、うち地方消費税1%導入）のための税制改革関連法案[47]が成立[48]。
- 1997年（平成9年）4月1日 -1994年（平成6年）11月25日に村山富市が成立させた法案に基づき、橋本内閣が実施[48]。
- 1998年-1999年（平成10年-11年） - 増税前である1996年の国税収入52.1兆円と比較し、国税収入が2.7兆円減少する（所得税収は2.2兆円、法人税収2.1兆円の減少、GDP成長率は-1.8%）。
  - 翌年にはさらに2.2兆円（所得税1.6兆円、法人税は1.4兆円、GDP成長率は-0.2%）の税収が減少。総合的に、わずか2年時で4兆円の税収増の見込みが4.4兆円の税収減となりGDP成長率は2%低下した。その後は財政出動と重なり、赤字国債が15兆円から30兆円へと倍増した。
    - このとき税収が減少したのは、1997年のアジア通貨危機や山一證券や北海道拓殖銀行の破綻が主因だとする主張と、増税が主因となって景気が腰折れしたからだとする主張がある。
- 2004年（平成16年）4月1日 - 消費税の導入から15年が経ったところで、複数口にわけて会計を行う不適正会計防止および消費者の利便を考慮する（税込価格の計算の手間を省く）ため、価格表示の「税込価格」の総額表示が義務づけられる。
  - 書籍（電子書籍を除く）については、食品や耐久消費財と違い、長期間出版取次や書店と流通販路に出回り、いつ消費税を増税するか分からないなどの理由で、例外として「本体+税」表記が認められ、総額表示が免除された。
  - 当初は、広告や値札における価格表示の様式は、法令および業界内でのルールが統一されず、「1,000円（税込1,050円）」のように「税別価格を強調」し、なおかつ「税込価格が目立たない」よう、意図的に小さくする併記も横行したが、消費者からのクレームや国税庁の指導により、税込表示に統一された。

### 民主党政権において
- 2010年（平成22年）6月17日 - 菅直人内閣にて菅直人が消費税率を10%に上げることについて言及[49]。直後の第22回参議院議員通常選挙で敗北する。
- 2011年（平成23年）12月29日 - 民主党代表の野田佳彦の税制調査会にて2014年（平成26年）4月1日に8%、2015年（平成27年）10月1日に10%に増税する案が提出。2014年8%の案は後に実行に移された[50]。
- 2012年（平成24年）8月10日 - 野田第2次改造内閣にて三党合意が成立したことで、消費税増税を柱とする社会保障・税一体改革関連法案「社会保障の安定財源の確保等を図る税制の抜本的な改革を行うための消費税法の一部を改正する等の法律（平成24年法律第68号）」「社会保障制度改革推進法」が成立、施行日は一部の規定を除き2014年（平成26年）4月1日とされる。軽減税率も導入することが民自公で合意された[51]。
  - 「国民が広く受益する社会保障に係る費用をあらゆる世代が広く公平に分かち合う観点等から、社会保障給付に要する費用に係る国及び地方公共団体の負担の主要な財源には、消費税及び地方消費税の収入を充てるものとすること」（社会保障制度改革推進法 第2条4）

### 安倍政権において
- 2013年（平成25年）10月1日 - 2011年の野田内閣の決定を受けて、第2次安倍内閣にて消費税率（国・地方）を5%から8%に増税すると閣議決定[52]、併せて施行日等も確認された。
  - 「消費税の円滑かつ適正な転嫁の確保のための消費税の転嫁を阻害する行為の是正等に関する特別措置法（平成25年法律第41号）」が施行され、総額表示の義務化から9年半になり、2004年度以降から導入されていた「総額表示の義務化」を特例で廃止する。
  - これにより、2004年3月以前の「税別価格のみ」（税込価格の併記なし）へ逆戻りする形の表示も合法化され、ほとんどの店舗が「税別価格」のみの表示に戻すか、または「税込価格」を小さく併記する表示にされるようになったが、従来通りの「税込価格」による表示を優先（または税込価格での表示を明言）している企業も少数存在した[注釈 23]。
- 2014年（平成26年）
  - 4月1日 - 消費税率（国・地方）は、5%から8%（うち地方消費税1.7%）となる[53]。増税により、可処分所得の低下による消費低迷が起きた[注釈 24]。
  - 11月18日 - 安倍晋三は記者会見で、2015年（平成27年）10月1日実施予定の消費税再増税の1年半先送りを正式に表明した[54]。その結果、附則の景気弾力条項が削除され、消費税は2017年（平成29年）4月1日に、8%から10%（うち地方消費税2.2%）へ引き上げられる予定となった[53]。
- 2015年（平成27年）12月12日 - 自民党の谷垣はこの日の夜、公明党の井上らと改めて協議した結果、軽減税率の導入時の対象品目は「外食」「酒類」を除いた「生鮮食品」と「加工食品」、「週2回以上刊行される新聞」とし、税率は8%のまま据え置くことで合意した。その結果、2017年度からの消費税は、標準税率10%、外食・酒類を除く飲食料品全般に対する軽減税率8%が課されることが決まった。消費税は1989年（平成元年）4月の創設以来、初めて税率が複数になる。そして、必要と見込まれる1兆円の財源を巡っては、両党が安定的な恒久財源の確保に責任を持って対応すること、さらに事業者の納税額を正確に把握するため、税率や税額を記載する請求書「インボイス（税額票）[注釈 25][46]」を、2017年度の軽減税率の適用から4年後となる2021年度から導入することでも合意した[51]。財務省は、2種類税率の請求書作成への反発が予想され軽減税率は不可能だとして想定していなかった。ところが、公明党の軽減税率導入主張が優先されて、財源年3400億円の「生鮮食品」に「加工食品」まで加わり、軽減税率に必要な財源は毎年1兆円規模に上ることが決まった[51]。
- 2016年（平成28年）
  - 6月1日 - 安倍総理は、内閣総理大臣官邸で記者会見し、2017年4月1日に予定する、消費税率8%から10%への引き上げを2019年10月1日まで2年半再延期し、それにともない軽減税率を導入する考えを正式に表明した。安倍は、消費増税の再延期の理由を、中国をはじめとする新興国の経済に陰りが見えるとしたが、「リーマン・ショック級や大震災級の事態が発生しない限り、2017年4月から消費税を8%から10%に引き上げる」という自らの公約を破棄した「新しい判断」であることを認めた。
  - 8月24日 - 第3次安倍内閣が閣議決定により、消費税率の10%への引上げの施行日を2年半先送りの2019年10月1日に変更し、また、請負工事等に係る適用税率の経過措置の指定日は同年4月1日に変更した[55]。これに対して日本労働組合総連合会（連合）は、政策提言において「超少子高齢社会が進行する状況で、将来世代に負担を先送りしないためには、消費税率の引上げは予定通り実行されるべき」とし、その延期は社会保障基盤を揺るがすもので、責任は極めて重いとの見解を発表[56]。
- 2017年（平成29年）。
  - 9月25日 - 安倍晋三は、経済財政諮問会議で、3〜5歳のすべての子どもの幼児教育や、低所得世帯の0〜2歳の子どもの幼児教育、低所得世帯の高等教育を無償化する方針を示した。こうした教育無償化の施策について「2兆円規模の大規模な政策を実行する」と述べた。財源として2019年10月1日に予定する消費税率の8%から10%への引き上げによる税収増（5兆円）を充てる考えを示した。8%から10%への消費税の引き上げによる増収分（5兆円）のうち赤字の削減（社会保障の安定化）に充てることになっていた4兆円のうち、半分（2兆円）を幼児教育無償化や高等教育の負担軽減の財源に回す。こうして、増税分（5兆円）の使途について、「財政健全化」に2兆円、「教育の無償化」に2兆円、「社会保障（医療・年金・介護・子育て支援）の充実」に1兆円を割り当てることが決まった。安倍は、午後6時から行われた記者会見において、消費増税の使途変更により、2020年度を目標としていたPB黒字化については「困難」であると明言した。
  - 10月13〜14日 - 日本は、米ワシントンで行われたG20（日米欧と新興国からなる20カ国・地域）財務相・中央銀行総裁会議で、2010年に約束していた財政健全化目標（2020年度を目標とするPB黒字化）を達成できないと表明した。2020年度までに税収だけで政策経費をまかなえるようにする国際公約（PB黒字化）を取り下げた。こうして、基礎的財政収支（税収-政策経費）を2020年度までに黒字化するという日本の目標は、国際的にも先送りとなった。日本の説明に対し、各国からは特に強い異論はなかった。
- 2019年（令和元年）10月1日 - 消費税率（国・地方）は、8%から10%（うち地方消費税2.2%）となる。併せて外食と酒類を除く飲食料品、定期購読新聞の税率を8%に据え置く「軽減税率制度」、「幼児教育や保育を無償化する改正子ども・子育て支援法」が施行された。
- 2020年（令和2年）6月30日 - 消費税10%への増税に伴い実施された最大5%還元の「キャッシュレス・消費者還元制度」が終了した。
- 2021年（令和3年）3月31日 - 「消費税の円滑かつ適正な転嫁の確保のための消費税の転嫁を阻害する行為の是正等に関する特別措置法（平成25年法律第41号）」が終了。4月1日から再度総額表示が義務づけられる。

### 岸田政権において
- 2023年（令和5年）10月1日 - 税率や税額を記載する請求書「インボイス(税額票)」が導入され、付加価値税を導入しているOECD諸国では日本が初めて採用された。当初2021年度から導入だった請求書は消費税10%増税や軽減税率導入の再延期に伴い、2年半延期された。

## 税収規模

日本の一般政府部門税収（GDP比）。棒グラフは総額。
青は個人所得税、橙は法人税、緑は社会保険、紫は消費税、赤は資産税。

| 年度 | 税収 | うち消費税収 | 備考                                                    |
| --- | ---- | ------------ | ------------------------------------------------------- |
| 1985年（昭和60年）度 | 38.2 | （1.6）      |                                                         |
| 1986年（昭和61年）度 | 41.9 | （1.7）      |                                                         |
| 1987年（昭和62年）度 | 46.8 | （2.0）      |                                                         |
| 1988年（昭和63年）度 | 50.8 | （2.2）      |                                                         |
| 1989年（平成元年）度 | 54.9 | 3.3          | 同年4月1日より税率3%導入                                |
| 1990年（平成2年）度 | 60.1 | 4.6          |                                                         |
| 1991年（平成3年）度 | 59.8 | 5.0          |                                                         |
| 1992年（平成4年）度 | 54.4 | 5.2          |                                                         |
| 1993年（平成5年）度 | 54.1 | 5.6          |                                                         |
| 1994年（平成6年）度 | 51.0 | 5.6          | 1997年に消費税5%引き上げを閣議決定                      |
| 1995年（平成7年）度 | 51.9 | 5.8          |                                                         |
| 1996年（平成8年）度 | 52.1 | 6.1          |                                                         |
| 1997年（平成9年）度 | 53.9 | 9.3          | 同年4月1日より税率2%引き上げ（5%に増税）                |
| 1998年（平成10年）度 | 49.4 | 10.1         |                                                         |
| 1999年（平成11年）度 | 47.2 | 10.4         |                                                         |
| 2000年（平成12年）度 | 50.7 | 9.8          |                                                         |
| 2001年（平成13年）度 | 47.9 | 9.8          |                                                         |
| 2002年（平成14年）度 | 43.8 | 9.8          |                                                         |
| 2003年（平成15年）度 | 43.3 | 9.7          |                                                         |
| 2004年（平成16年）度 | 45.6 | 10.0         |                                                         |
| 2005年（平成17年）度 | 49.1 | 10.6         |                                                         |
| 2006年（平成18年）度 | 49.1 | 10.5         |                                                         |
| 2007年（平成19年）度 | 51.0 | 10.3         |                                                         |
| 2008年（平成20年）度 | 44.3 | 10.0         |                                                         |
| 2009年（平成21年）度 | 38.7 | 9.8          |                                                         |
| 2010年（平成22年）度 | 41.5 | 10.0         |                                                         |
| 2011年（平成23年）度 | 42.8 | 10.2         |                                                         |
| 2012年（平成24年）度 | 43.9 | 10.4         | 三党合意に基づき、消費税10%増税を決定、国会にて法律改正 |
| 2013年（平成25年）度 | 47.0 | 10.8         |                                                         |
| 2014年（平成26年）度 | 54.0 | 16.0         | 同年4月1日より税率3%引き上げ（8%に増税）                |
| 2015年（平成27年）度 | 56.3 | 17.4         |                                                         |
| 2016年（平成28年）度 | 55.5 | 17.2         |                                                         |
| 2017年（平成29年）度 | 58.8 | 17.5         |                                                         |
| 2018年（平成30年）度 | 60.4 | 17.7         |                                                         |
| 2019年（平成31年/令和元年）度 | 58.4 | 18.4         | 同年10月1日より税率2%引き上げ（10%に増税）              |
| 2020年（令和2年）度 | 60.8 | 21.0         | 消費税が各税目中最大の税収となる                        |
| 2021年（令和3年）度 | 67.0 | 21.9         |                                                         |
| 2022年（令和4年）度 | 71.1 | 23.0         |                                                         |
| 2023年（令和5年）度 | 72.1 | 23.1         |                                                         |
| 2024年（令和6年）度 |      |              |                                                         |
| ※1988年（昭和63年）度以前の消費税欄は物品税等の額。なお、1997年（平成9年）度の地方消費税導入後においても、消費税欄は地方消費税を含まない。 |      |              |                                                         |
| ※税収は一般会計分であり、特別会計に直接繰り入れる分を含まない。                                                                            |      |              |                                                         |